# エースベーカリー
株式会社エースベーカリー（英: ACE BAKERY Co., Ltd. ）は、愛知県小牧市に本社を置く製菓会社である。

## 概要
主にゼリーやバウムクーヘンを製造している。2001年（平成13年）に名糖産業が同社の株式を100%取得し、連結子会社となっている。
CBCラジオでCMが放送されている。80年代はCBCテレビや名古屋テレビでCMが放送されており、中にはNNNきょうの出来事と小林完吾アナウンサーのパロディ「エースの出来事」編もあった。

## 歴史
- 1965年（昭和40年）5月 - 千成製菓として創業者足立元陽が、愛知県名古屋市北区光音寺町1907番地で創業、カステラ生産を開始。
- 1969年（昭和44年）1月 - 成願寺工場に移転。
- 1972年（昭和47年）4月22日 - 株式会社化し、株式会社エースベーカリーと改称、板バウムクーヘン生産開始。
- 1975年（昭和50年）2月 - ミニバウム生産開始。
- 1977年（昭和52年）5月 - 北区六ヶ池工場完成に伴い移転、従来の工場閉鎖、大型バウムクーヘン生産開始。
- 1979年（昭和54年）1月 - 第2工場で、ゼリー生産開始。
- 1983年（昭和58年）2月 - 小木工場完成に伴い、ゼリー工場、バウム工場、事務所業務開始。
- 1984年（昭和59年）10月 - 配送センター完成。
- 1986年（昭和61年）5月 - 三ッ渕工場にてゼリー生産開始。
- 1987年（昭和62年）9月 - 三ッ渕工場にてカステラ生産開始。
- 1995年（平成7年）3月 - 小木西工場新設、シュークリーム生産開始。
- 1998年（平成10年）5月 - 三ッ渕ゼリー工場増設。
- 2000年（平成12年）5月 - 小木西工場にてバウムクーヘン生産開始。
- 2001年（平成13年）10月 - 名糖産業株式会社の子会社となる。
- 2003年（平成15年）4月 - 研究棟新設。
- 2006年（平成18年）7月 - ISO 9001：2000の認証を取得（各営業所は除く）。
- 2010年（平成22年）8月 - 小牧工場完成に伴い小木工場・小木西工場閉鎖、バウムクーヘン・ケーキ生産開始。

## 主力製品
- レモンケーキ
- 9個厚切りバウムクーヘン
- ゼリー

## 事業所
- 本社：愛知県小牧市大字三ッ渕字南播洲1250-1
- 三ッ渕工場・小牧工場

## 事件
2007年（平成19年）3月23日、三重県伊勢市の学童保育施設「杉の子学童クラブ」において、おやつに出された同社のこんにゃく入りゼリーをのどに詰まらせた7歳男子が窒息死する事故が発生した。同社は事故発生後の伊勢市の対応及び2007年（平成19年）3月に国民生活センターで発表された「ハーベスト社」の対応が不十分として、同年6月15日、国民生活センターから社名・製品名の公表という対応を受けている。公表された製品名は「ちぎりたて果熟園こんにゃくゼリー」。遺族が同社と保育所を監督する伊勢市に対して総額約7500万円の損害賠償を求め、名古屋地方裁判所に提訴。エースベーカリー側は和解案に応じ、2008年（平成20年）9月5日和解が成立。